# Sebastian Gechert
Sebastian Gechert (* 1983 in Karl-Marx-Stadt) ist ein deutscher Ökonom.

## Leben
Nach dem Diplom in Volkswirtschaftslehre 2008 an der TU Chemnitz war er dort von 2008 bis 2012 wissenschaftlicher Mitarbeiter. Nach der Promotion 2014 zum Dr. rer pol. an der TU Chemnitz (Gutachter: Fritz Helmedag, Horst Gischer; Betreuer: Fritz Helmedag) war er von 2015 bis 2021 Referatsleiter für Makroökonomie der Einkommensverteilung am Institut für Makroökonomie und Konjunkturforschung. Nach der Habilitation 2020 (Venia Legendi in Volkswirtschaftslehre) an der Universität Bamberg ist er seit 2021 Universitätsprofessor für Volkswirtschaftslehre – Makroökonomie an der TU Chemnitz.
Seine Forschungsinteressen sind angewandte Makroökonomik, insbesondere Konjunkturen und Krisen; Fiskalpolitik und Fiskalregeln; Konsumentenverhalten; Umweltökonomik und Nachhaltigkeit und Einkommens- und Vermögensverteilung.

## Schriften (Auswahl)
- On the Measurement, Theory and Estimation of Fiscal Multipliers. A Contribution to Improve the Forecasting Precisison Regarding the Impact of Fiscal Impulses. Chemnitz 2014.
- mit Thomas Havranek, Zuzana Irsova und Dominika Kolcunova: Death to the Cobb-Douglas production function. Düsseldorf 2019.
- mit Christoph Paetz: Die makroökonomischen Auswirkungen sozialer Sicherungssysteme. Düsseldorf 2020.
- mit Sebastian Dullien, Alexander Herzog-Stein, Katja Rietzler, Ulrike Stein, Silke Tober und Andrew Watt: Wirtschaftspolitische Herausforderungen 2020. Im Zeichen des Klimawandels. Düsseldorf 2020.